# Anisocentropus maclachlani
Anisocentropus maclachlani là một loài Trichoptera thuộc họ Calamoceratidae. Chúng phân bố ở miền Australasia.